# Myndy Crist
Myndy Crist (* 5. Februar 1975 in Detroit, Michigan als Myndy Zeno) ist eine US-amerikanische Schauspielerin.

## Leben und Karriere
Myndy Crist wurde in der Stadt Detroit, im US-Bundesstaat Michigan, geboren und wuchs später im Marin County in Kalifornien auf. Nach der Schule besuchte sie die University of California, Los Angeles, welche sie erfolgreich abschloss.
Sie ist seit 1995 als Schauspielerin aktiv, nachdem sie in einer Episode der Serie Living Single auftrat. Seitdem war sie in zahlreichen Serien in Gastrollen zu sehen, darunter Too Something, King of Queens, Emergency Room – Die Notaufnahme, Without a Trace – Spurlos verschwunden, Two and a Half Men, Cold Case – Kein Opfer ist je vergessen, Dr. House, 24, New York Cops – NYPD Blue, CSI: Miami, Crossing Jordan – Pathologin mit Profil, Grey’s Anatomy, The Mentalist, Drop Dead Diva, Bones – Die Knochenjägerin, Navy CIS: L.A., 90210, CSI: Vegas, Navy CIS, The Night Shift, Major Crimes oder Criminal Minds. In der Serie Six Feet Under – Gestorben wird immer hatte sie zwischen 2003 und 2004 eine kleine Nebenrolle inne.
Neben ihren Serienauftritten spielt sie auch gelegentlich in Filmen mit, darunter Static, Ein Herz & eine Kanone, Aufgelegt!, Chain of Fools, The Time Machine, Der Jane Austen Club oder Dark Skies – Sie sind unter uns.
Crist ist mit dem Schauspieler Josh Stamberg verheiratet. Gemeinsam sind sie Eltern zweier Kinder.

## Filmografie (Auswahl)
- 1995: Linving Single (Fernsehserie, Episode 2x19)
- 1995: Too Something (Fernsehserie, Episode 1x01)
- 1996: Static
- 1997: The Line (Kurzfilm)
- 1999: King of Queens (The King of Queens, Fernsehserie, Episode 2x02)
- 1999: The Expendables (Fernsehfilm)
- 1999–2000: Emergency Room – Die Notaufnahme (ER, Fernsehserie, 2 Episoden)
- 2000: Ein Herz & eine Kanone
- 2000: Aufgelegt! (Hanging Up)
- 2000: Chain of Fools
- 2001: Unsichtbare Bedrohung (Taking Back Our Town, Fernsehfilm)
- 2001: Ball & Chain (Fernsehfilm)
- 2002: The Guardian – Retter mit Herz (The Guardian, Fernsehserie, Episode 1x15)
- 2002: The Time Machine
- 2002: Baseball Wives (Fernsehfilm)
- 2003: Law & Order: Special Victims Unit (Law & Order: New York, Fernsehserie, Episode 4x22)
- 2003: Without a Trace – Spurlos verschwunden (Without a Trace, Fernsehserie, Episode 2x03)
- 2003: Two and a Half Men (Fernsehserie, Episode 1x09)
- 2003–2004: Six Feet Under – Gestorben wird immer (Six Feet Under, Fernsehserie, 4 Episoden)
- 2004: Cold Case – Kein Opfer ist je vergessen (Cold Case, Fernsehserie, Episode 2x02)
- 2004: Dr. House (House M.D., Fernsehserie, Episode 1x07)
- 2004–2005: New York Cops – NYPD Blue (NYPD Blue, Fernsehserie, 2 Episoden)
- 2005: 24 (Fernsehserie, Episode 4x03)
- 2005: CSI: Miami (Fernsehserie, Episode 3x15)
- 2005: Clubhouse (Fernsehserie, Episode 1x08)
- 2005: Crossing Jordan – Pathologin mit Profil (Crossing Jordan, Fernsehserie, Episode 5x09)
- 2006: Grey’s Anatomy (Fernsehserie, Episode 3x08)
- 2007: Der Jane Austen Club (The Jane Austen Book Club)
- 2007: Backyards & Bullets (Fernsehfilm)
- 2009: Eleventh Hour – Einsatz in letzter Sekunde (Eleventh Hour, Fernsehserie, Episode 1x11)
- 2009: The Mentalist (Fernsehserie, Episode 1x17)
- 2009: Drop Dead Diva (Fernsehserie, Episode 1x02)
- 2010: Bones – Die Knochenjägerin (Bones, Fernsehserie, Episode 5x18)
- 2010: The Whole Truth (Fernsehserie, Episode 1x09)
- 2011: Navy CIS: L.A. (NCIS Los Angeles, Fernsehserie, Episode 2x19)
- 2012: 90210 (Fernsehserie, Episode 4x24)
- 2013: Emily Owens (Emily Owens, M.D., Fernsehserie, Episode 1x12)
- 2013: Dark Skies – Sie sind unter uns (Dark Skies)
- 2014: Satisfaction (Fernsehserie, Episode 1x06)
- 2014: CSI: Vegas (CSI: Crime Scene Investigation, Fernsehserie, Episode 15x04)
- 2015: Navy CIS (NCIS, Fernsehserie, Episode 12x20)
- 2015: The Night Shift (Fernsehserie, Episode 2x12)
- 2015: Day Out of Days
- 2015: Major Crimes (Fernsehserie, Episode 4x16)
- 2016: Code Black (Fernsehserie, Episode 1x17)
- 2018: Criminal Minds (Fernsehserie, Episode 13x11)
- 2018: Animal Kingdom (Fernsehserie, 3x13)
- 2019: The Rookie (Fernsehserie, Episode 1x13)
- 2019: Pearson (Fernsehserie, 2 Episoden)
- 2021: Snowfall (Fernsehserie, 2 Episoden)